# Пил, Тициан

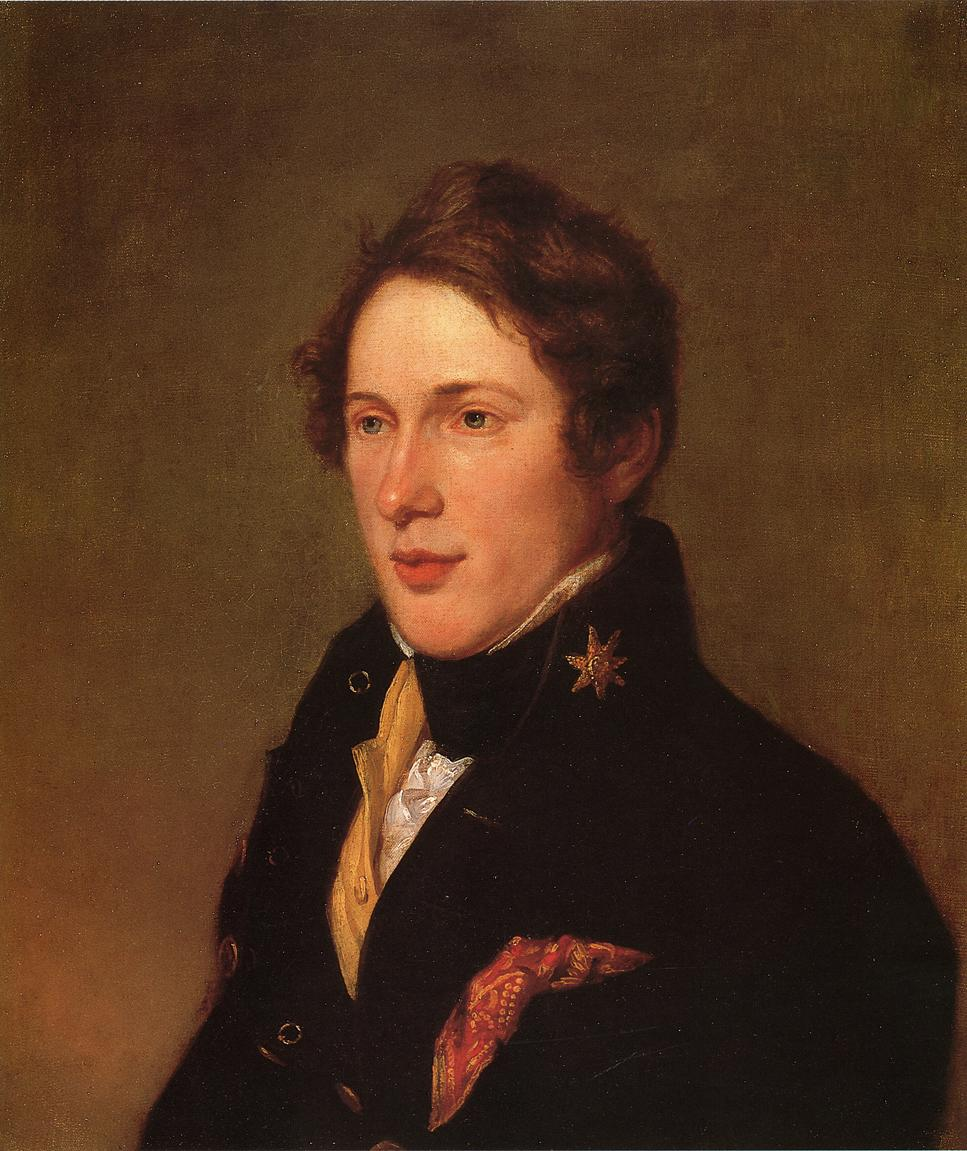
Портрет работы отца, 1819

Тициан Пил (англ. Titian Peale; 1799—1885) — американский художник, натуралист и исследователь. Известен красивыми и точными научными зарисовками живой природы.
В 1819 году сопровождал С. Х. Лонга, исследовавшего Скалистые горы.
Участвовал в Американской научно-исследовательской экспедиции 1838−42. Описал ряд таксонов живой природы; несколько было названо в его честь. Александр Ветмор назвал в честь Пила один из трёх островков лагуны атолла Уэйк; также существует пролив Пила (англ. Peale Passage).